# 風，帶有香氣
風，帶有香氣（暫譯）（日语：風、薫る）是日本放送協會預計自2026年開始播出的第114部晨間小說連續劇，由NHK綜合頻道（AK局）拍攝製作，由見上愛與上坂樹里主演。

## 故事內容及簡介
本劇編劇吉澤智子根據田中光的著作，由中央公論新社出版的《明治的南丁格爾 大關和物語》（日语：明治のナイチンゲール 大関和物語）為原案基礎，以日本史上首位專業資格女護士大關和及鈴木雅為原型人物，描述其推動明治時期日本創立職業護士註冊制度，設立派出看護婦會協助防疫而製作的故事；而大關和及鈴木雅的著作「派出看護婦心得」，「實地看護法」也為日本職業護士的未來帶來極大的貢獻。
本劇繼2008年第79作晨間劇《感謝》後，再次啟用雙數女主角。

## 登場人物

### 主角
- 一之瀬凜（一ノ瀬りん）：見上愛（日语：見上愛）

本劇主角之一。角色原型為大關和。
- 大家直美：上坂樹里（日语：上坂樹里）

本劇主角之二。角色原型為鈴木雅。

### 栃木那須的人們

#### 一之瀨家
- 一之瀬信右衛門：北村一輝

小凜的父親。
- 一之瀨美津：水野美紀

小凜的母親。
- 一之瀨安：早坂美海

小凜的妹妹。
- 中村義正：小林隆（日语：小林隆）

原先侍奉一之瀨家的陪臣。

#### 竹內家
- 竹內虎太郎：小林虎之介

小凜的青梅竹馬。
- 竹內之宣：嘟噥次郎（日语：つぶやきシロー）

虎太郎的父親。
- 竹內榮（竹内栄）：岩瀨顯子（日语：岩瀬晶子）

虎太郎的母親。

#### 奧田家
- 奧田龜吉（奥田亀吉）：三浦貴大

小凜的相親對象。
- 奧田貞：根岸季衣（日语：根岸季衣）

龜吉的母親。

#### 栃木的其他人們
- 鰻魚店老闆娘：大島美幸（日语：大島美幸）

小凜家附近商店街的店家。
- 和菓子店老闆娘：義達祐未（日语：義達祐未）

小凜家附近商店街的店家。
- 柴田屋・松永屋：拓也・和也（The Touch）（日语：ザ・たっち）

小凜家附近商店街的店家。
- 吉江善作：原田泰造

默默守護直美的牧師。

## 製作團隊
- 編劇：吉澤智子（日语：吉澤智子）
- 導演：佐佐木善春、橋本萬葉、新田真三、松本仁志
- 製作人：川口俊介、葛西勇也
- 製作統籌：松園武大

## 外部連結
| 日本 NHK 連續電視小說    | 日本 NHK 連續電視小說            | 日本 NHK 連續電視小說 |
| ------------------------ | -------------------------------- | --------------------- |
|                          | 風，帶有香氣 （2026年4月預定－） |                       |
| 怪變 （2025年9月29日－） | 花朵盛開 （2026年10月預定－）    |                       |